# Retrats del Jesús històric

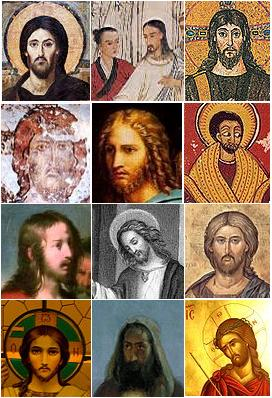
Al, la tercera recerca del Jesús històric va ser testimoni d'una fragmentació dels retrats acadèmics de Jesús, després de la qual no es va poder atènyer cap imatge unificada de Jesús.

Els retrats del Jesús històric es refereixen a les diverses figures de Jesús que s'han construït a les tres recerques del Jesús històric que han tingut lloc als últims dos segles, cadascuna amb característiques diferents i desenvolupant nous i diferents criteris d'investigació. Els retrats de Jesús que s'han construït en aquests processos tendeixen sovint a diferir entre ells i també de la imatge dogmàtica retratada als texts evangèlics.
Els perfils principals de la tercera recerca del Jesús històric poden agrupar-se en funció del seu tema principal com profeta apocalíptic, sanador carismàtic, filòsof cínic, Messies jueu i profeta del canvi social, però hi ha poc acord acadèmic en un sol retrat, o dels mètodes necessaris per construir-lo. Hi ha, emperò, atributs superposats entre els retrats, i els erudits que difereixen en alguns atributs poden posar-se d'acord en uns altres.
Al segle xxi, els estudiosos van començar a enfocar-se en el que històricament és probable i plausible sobre Jesús.

## Elements històrics
La majoria dels estudiosos contemporanis de l'antiguitat coincideixen que Jesús va existir, i la majoria dels erudits bíblics i historiadors clàssics veuen les teories de la seva inexistència refutades de la manera més eficaç. No hi ha cap indicació que els escriptors de l'antiguitat que s'oposaven a la cristiandat posessin en dubte l'existència de Jesús. Hi ha, tanmateix, un desacord generalitzat entre els estudiosos sobre els detalls de la vida de Jesús mencionats a les narracions de l'Evangeli, i en el significat de les seves ensenyances. Els erudits difereixen sobre la historicitat d'episodis específics a les narracions bíbliques de Jesús, i els historiadors tendeixen a considerar les afirmacions sobrenaturals o miracles de Jesús com qüestions de fe, en comptes de fets històrics.
No hi ha cap evidència física o arqueològica de Jesús, i totes les fonts disponibles són documentals. Les fonts per al Jesús històric són escrites principalment per cristians, com els Evangelis o les cartes dels Apòstols. L'autenticitat i fiabilitat d'aquestes fonts ha estat qüestionada per molts estudiosos, i pocs esdeveniments mencionats als Evangelis són universalment acceptats.
En conjunt amb les fonts bíbliques, tres mencions de Jesús a fonts no cristianes han estat utilitzades a les anàlisis històriques de l'existència de Jesús. Són dos passatges als escrits de l'historiador jueu Flavi Josep, i un de l'historiador romà Tàcit. Tot i que l'autenticitat dels tres passatges també s'ha arribat a qüestionar, encara que la majoria dels estudiosos creuen que tots tres són, almenys, parcialment autèntics.
Les tècniques d'anàlisi històrica utilitzades pels erudits bíblics han estat qüestionades, i d'acord amb James Dunn no és possible «construir (a partir de les dades disponibles) un Jesús que sigui el vertader Jesús». W.R. Herzog ha assenyalat que «El que anomenem el Jesús històric és la combinació dels trossets o peces d'informació històrica recuperables i l'especulació sobre el que nosaltres ajuntem, construïm i reconstruïm. Per aquest motiu, el Jesús històric és, en paraules de Meier, <una abstracció i construcció moderna>».
La hipòtesi del mite de Jesús és la idea que Jesús de Natzaret no va existir mai, o si va existir, no va tenir pràcticament res a veure amb la fundació del cristianisme i les narracions als Evangelis, té molt poc suport acadèmic aquesta hipòtesi.
Tanmateix, malgrat les opinions científiques divergents sobre la construcció dels retrats del Jesús històric, gairebé tots els estudiosos moderns consideren el seu baptisme i la seva crucifixió com fets històrics.

## Altres elements històrics possibles
A més dels dos elements del baptisme i la crucifixió, els estudiosos atribueixen diferents nivells de certesa a uns altres sis aspectes de la vida de Jesús, encara que no hi ha un acord universal entre els acadèmics sobre aquests temes:
1. Jesús va cridar Dotze Apòstols. John P. Meier considera la crida dels deixebles una conseqüència natural de la informació disponible sobre Jesús.[36][37][38] N.T. Wright accepta que va haver-hi dotze deixebles, però sosté que la llista dels seus noms no es pot determinar amb certesa. John Dominic Crossan no hi està d'acord, afirmant que Jesús no va cridar deixebles i tenia un enfocament igualitari «obert a tots», imposat sense jerarquia i predicant a tots en igualtat de condicions.[37]
2. Jesús va causar controvèrsia al Temple.[36][37][38]
3. Jesús era un jueu galileu que va néixer entre els anys 7 i 2 aC i va morir l'any 30-36 dC.[39][40][41]
4. Jesús va viure només a Galilea i Judea.[42] La majoria dels estudiosos rebutgen que hi hagi una evidència que un Jesús adult hagués viatjat o estudiat fora de Galilea i Judea.[43][44][45] El Talmud es refereix a «Jesús Natzarè» diverses vegades, i estudiosos com Andreas Köstenberger i Robert Van Voorst sostenen que algunes d'aquestes referències tracten de Jesús.[46][47] Natzaret no és mencionat a la Bíblia hebrea i els evangelis cristians la retracten com un poble insignificant; a Joan 1:46 es pregunta «És que de Natzaret en pot sortir res de bo?».[48] Craig S. Keener afirma que és estrany que es discuteixi que Jesús era de Natzaret, una petita vila fosca que no és digna d'invenció.[49] Gerd Theissen està d'acord amb aquesta conclusió.[50] L'Alcorà menciona «Jesús, fill de Maria» fins a catorze vegades, i el representa com un profeta distingit, tot i que no com «Fill de Déu», ni tampoc fa referència a Natzaret.
5. Jesús parlava arameu i també va poder parlar una mica de grec i hebreu.[51][52][53][54] Les llengües parlades a Galilea i Judea al segle I inclouen l'arameu i l'hebreu, llengües semítiques, així com el grec, amb l'arameu com la llengua predominant.[51][52] La majoria dels estudiosos coincideixen que durant la primera part del segle I l'arameu era la llengua materna de gairebé totes les dones de Galilea i Judea.[55]
6. Després de la seva mort, els seus deixebles van continuar, i alguns d'ells van ser perseguits.[36][37]

### Cronologia

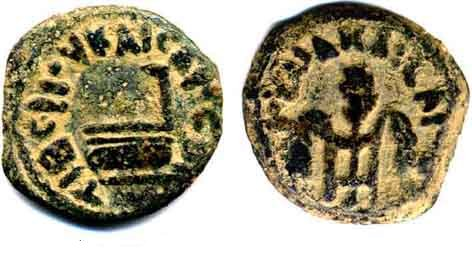
Un prutah de bronze forjat per Ponç Pilat, el prefecte de la Judea romana.

La cronologia aproximada de Jesús es pot estimar a partir de fonts no cristianes, i confirmada per la correlació amb els registres del Nou Testament.
El baptisme de Jesús per Joan Baptista es pot determinar segons la cronologia de Flavi Josep (Antiguitats 18.5.2) entre el matrimoni d'Herodes Antipes i Heròdies i la posterior derrota d'Herodes per Aretes IV de Nabatea el 36 dC. La majoria dels estudiosos daten el matrimoni d'Herodes i Heròdies, que Josep registra juntament amb l'execució d'Herodes, als anys 28-35 dC, la qual cosa indica una data una mica anterior per al baptisme de Jesús per Joan.
Hi ha una sèrie d'enfocaments que s'han utilitzat per estimar la data de la crucifixió de Jesús. Un enfocament es basa en les dates de la prefectura de Ponç Pilat, qui va ser governador de la Judea romana des del 26 dC fins al 36 dC, quan va ser reemplaçat per Marcel (36-37 dC). Un altre enfocament que proporciona un límit superior per a l'any de la mort de Jesús treballa cap enrere a partir de la cronologia de Pau de Tars, que pot ser històricament vinculat al seu judici a Corint pel procònsol romà Luci Juni Gal·lió, la data del govern del qual és confirmada per la inscripció de Delfos, descoberta al segle XX al temple d'Apol·lo. També s'han fet servir dos mètodes astronòmics independents, un que es remunta a Isaac Newton, suggerint el mateix any, és a dir, el 33 dC. Els erudits generalment coincideixen que Jesús va morir entre el 30 i el 36 dC.

### Context de Judea

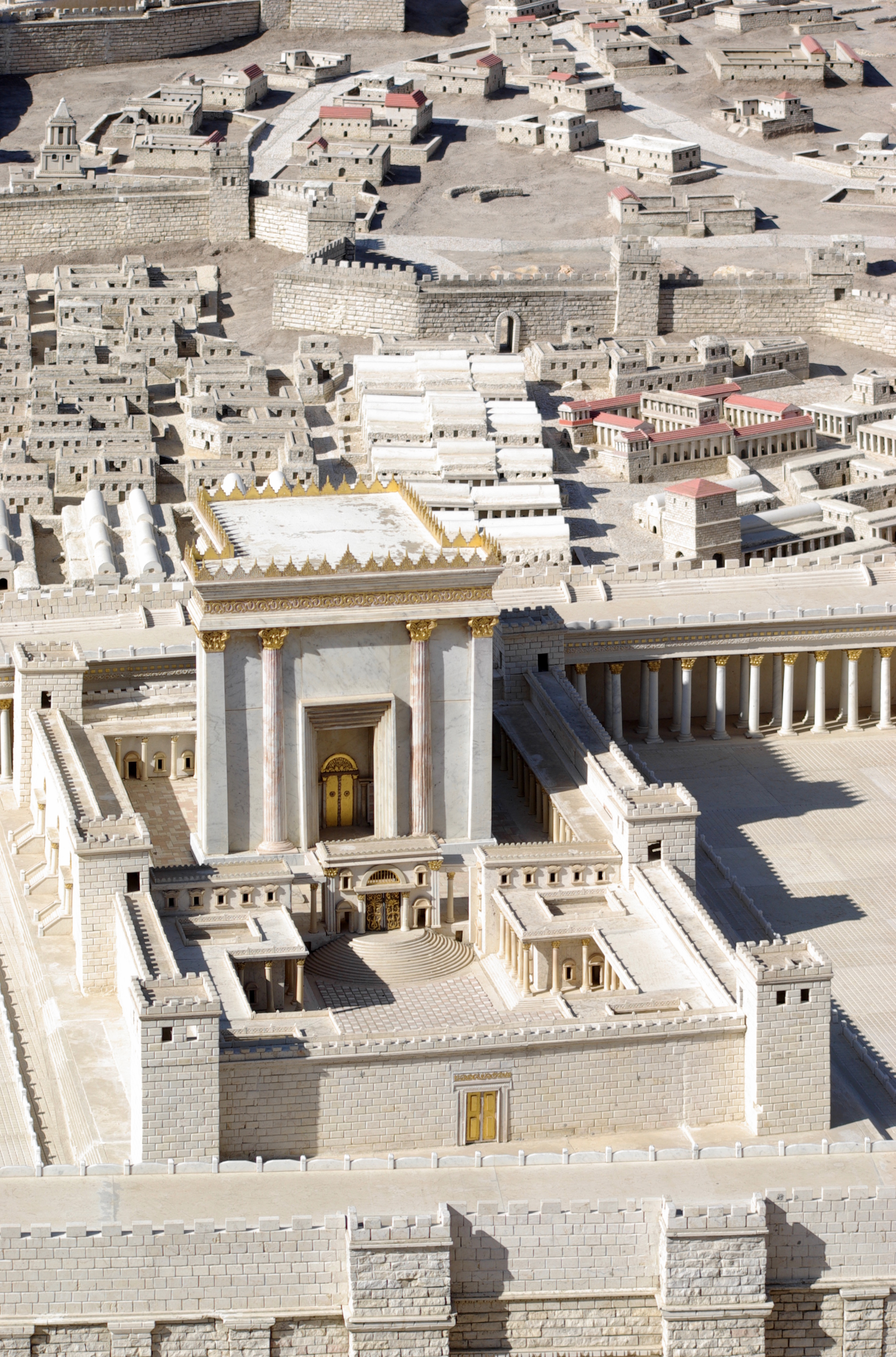
El temple d'Herodes com és imaginat al model de la Terra Santa de Jerusalem. A l'actualitat la maqueta es troba juntament amb el Santuari de l'exhibició del Llibre al Museu d'Israel, a Jerusalem.

El fons històric i cultural de la Judea romana i les tensions a la regió en aquell temps proporcionen un context històric a les descripcions de la vida de Jesús.
Després de l'èxit de la revolta macabea contra els selèucides, va haver-hi un creixement d'una visió apocalíptica: que el món ja era o s'apropava al Judici Final, quan un messies hauria de venir a restaurar el Regne de David.
En el moment de la vida adulta de Jesús, Judea estava sota el domini de l'Imperi Romà. Prefectes romans van ser nomenats al territori per mantenir l'ordre i recaptar imposts, i per controlar Jerusalem a través d'un càrrec polític, el Summe Sacerdot. La imposició d'un sistema romà d'imposts, i el conflicte entre la demanda dels jueus per la independència religiosa i els esforços de Roma per imposar un sistema comú de govern, significava que hi havia tensió subjacent contínua a la zona.
A la religió jueva de l'època de Jesús (judaisme del Segon Temple), els fariseus i els saduceus eren els dos grups de poder importants i oposats. Els saduceus eren generalment sacerdots d'alt rang amb riqueses i noblesa, que sovint eren afavorits per les classes altes i tenien una interpretació estricta de la Torà. Els fariseus, que utilitzaven una interpretació més flexible de la Torà, es van formar com un moviment «separatista» i tenien un enfocament una mica més democràtic que afavoria la gent comuna. Els saduceus tenien un pes significatiu en funció de la seva estreta associació amb el Temple de Jerusalem i en virtut dels seients que ocupaven al Sanedrí, que era el consell de govern per als jueus.

### Estudis arqueològics

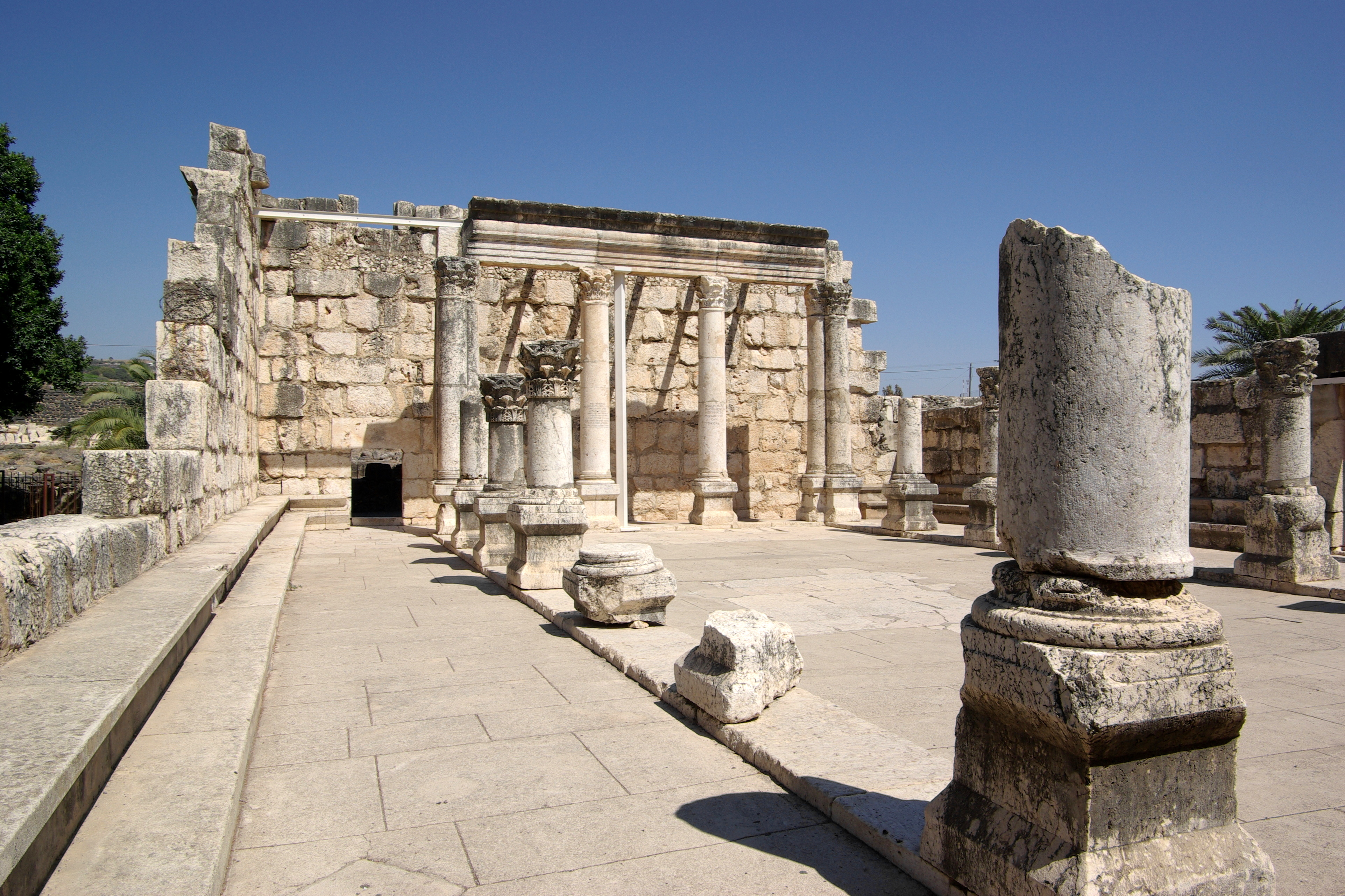
L'antiga sinagoga de Cafarnaüm.

El segle XXI ha vist la llum d'un augment en l'interès acadèmic en l'ús integrat de l'arqueologia com un component d'investigació addicional per arribar a una millor comprensió del Jesús històric, il·luminant l'entorn socio-econòmic i polític del seu temps. James Charleswortha firma que pocs erudits moderns ara volen passar per alt els descobriments arqueològics que esclareixen la naturalesa de la vida a Galilea i Judea durant l'època de Jesús.
Jonathan Reed afirma que la contribució principal de l'arqueologia a l'estudi del Jesús històric és la reconstrucció del seu món social. Un exemple d'un element arqueològic que Reed menciona és el descobriment de la Inscripció de Pilat el 1961, que menciona el prefecte romà Ponç Pilat, per ordre del qual Jesús va ser crucificat.
David Gowler afirma que un estudi acadèmic interdisciplinari de l'arqueologia, l'anàlisi textual i el context històric pot aportar llum sobre Jesús i les seves ensenyances. Un exemple són els estudis arqueològics a Cafarnaüm. Malgrat les freqüents referències a aquest lloc al Nou Testament, se n'hi diu poca cosa. Tanmateix, l'evidència arqueològica recent mostra que a diferència dels suposats anteriors, Cafarnaüm era pobre i petita, sin ni tan sols un fòrum o una àgora. Així doncs, aquest descobriment arqueològic encaixa bé amb la visió acadèmica que Jesús va advocar per l'intercanvi recíproc entre els indigents en aquella zona de Galilea. D'altrse troballes arqueològiques mostren la riquesa dels sacerdots governants de Judea a començaments del segle i.

### Llengua, grup ètnic i aspecte
Segons la Bíblia, Jesús va créixer a Galilea i gran part del seu ministeri va tenir lloc allà. La llengua que es parlava a Galilea i Judea aleshores entre la gent comuna era majoritàriament l'arameu, una llengua semítica, i la majoria dels erudits donen suport a la teoria que Jesús parlava aquesta llengua, tot i que també va poder parlar hebreu i potser va tenir una certa fluïdesa en grec. James D.G. Dunn afirma que hi ha un «consens substancial» que Jesús va fer les seves ensenyances en arameu. El dialecte galileu de l'arameu era clarament distingible del dialecte de Judea.
Malgrat la manca de referències bíbliques o històriques directes, s'ha avançat i debatut en diverses teories sobre la raça de Jesús. Aquestes afirmacions han estat sobretot subjectives, basades en els estereotips culturals i les tendències socials més que no pas en l'anàlisi científica. En una revisió de la situació de la investigació moderna, Amy-Jill Levine va afirmar: «Més enllà de reconèixer que <Jesús era jueu>, poques vegades es parla entre els acadèmics del que significa ser <jueu>».

### Professió

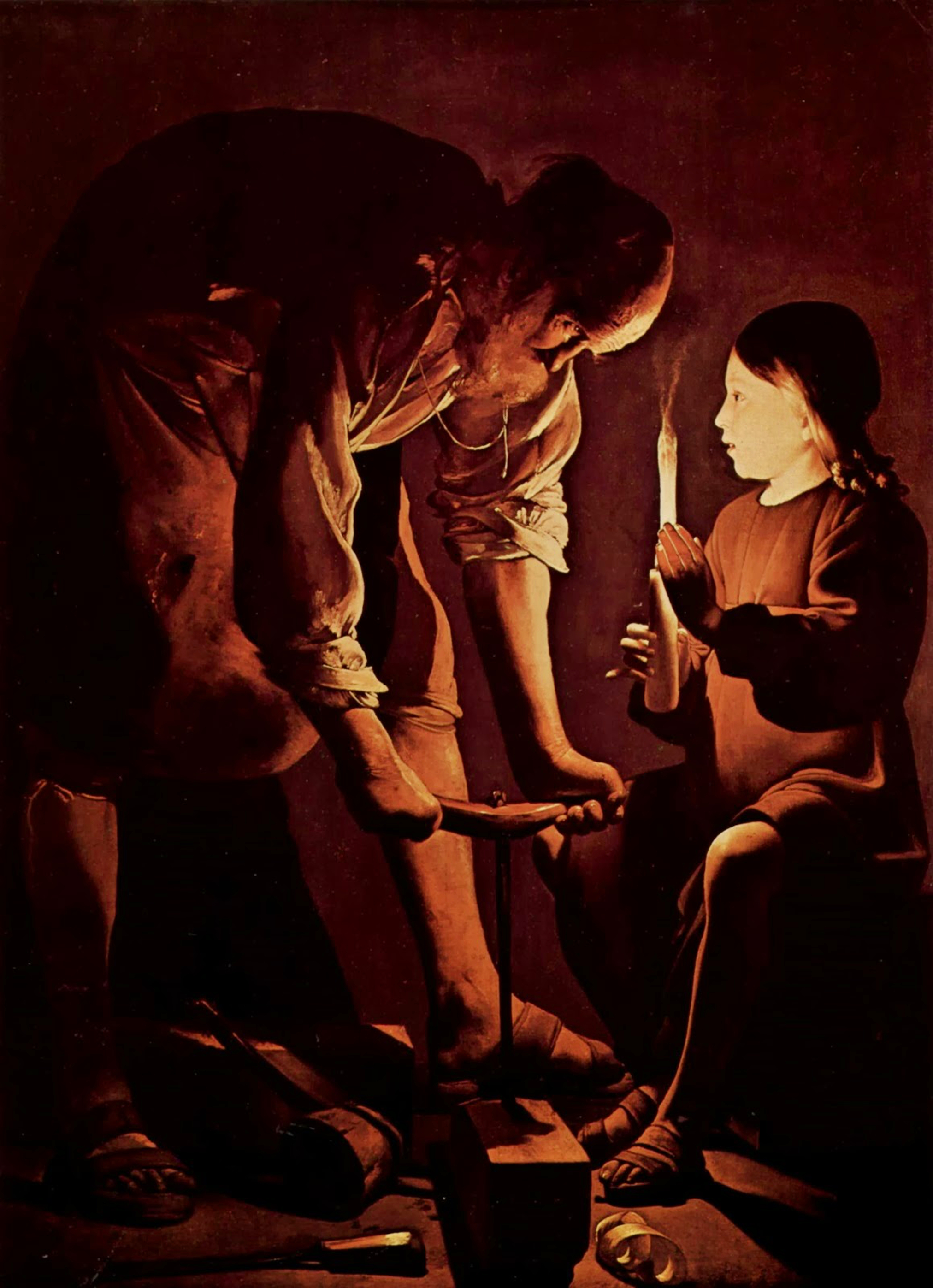
Un Jesús jove al taller de Josep el fuster, de Georges de La Tour,.

Jesús s'identifica com el fill d'un τέκτων (tekton) i, a Marc 6:3 una multitud conjetura que el propi Jesús era un tekton. Aquest mot, tekton, s'ha traduït tradicionalment com «fuster», però és una paraula força general (de la mateixa arrel que dona «tècnica» i «tecnologia») que podria cobrir els fabricants d'objectes de diferents materials, com els constructors. Però l'associació específica amb la fusta va ser una constant als primers escrits cristians; Justí el Màrtir (mort c. 165) va escriure que Jesús va fer jous i arades, i hi ha ja referències primerenques semblants.
D'altres estudiosos han argumentat que tekton podria també significar un artesà molt hàbil en la fusta o (de més prestigi) el metall, potser dirigint un taller amb treballadors, i assenyalen fonts registrant sobre la manca d'artesans experts aleshores. Geza Vermes afirma que els termes «fuster» i «fill d'un fuster» són utilitzats al Talmud jueu per assenyalar un home molt savi, i ell suggereix que una descripció de Josep com naggar (un fuster) podria indicar que ell era considerat un home prudent i altament vessat en la Torà.
Hi ha un debat sobre l'existència de Natzaret en el temps de Josep i Jesús, atès que no és mencionat a cap font contemporània. Com a màxim era una vila fosca i petita de Galilea, a uns 65 km de la ciutat santa de Jerusalem, només mencionada més endavant sobrevivint en texts i documents no cristians. L'arqueologia sobre la major part del lloc es fa molt difícil per la construcció posterior, però a partir del que s'hi ha excavat i les tombes a la zona al voltant de la vila, es calcula que la població era, com a màxim, d'aproximadament 400 persones. Estava, tanmateix, a només sis quilòmetres de la ciutat de Seforis, que va ser destruïda pels romans l'any 4 aC, i posteriorment va ser reconstruïda. Jonathan L. Reed afirma que l'anàlisi del paisatge i altres evidències suggereixen que les vides de Jesús i de Josep estaven «orientades cap a» la ciutat propera.

### Alfabetització

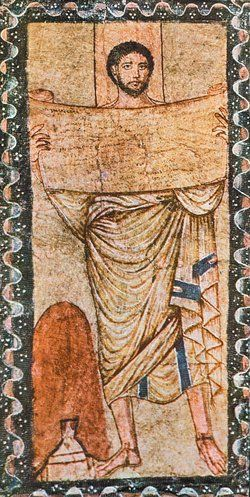
Esdres llegint la Llei (Dura Europos, mitjans del).

Hi ha indicis forts d'una alta taxa d'analfabetisme entre les classes socio-econòmiques més baixes a l'Imperi Romà en general, amb diversos estudiosos calculant la taxa d'alfabetització d'entre el 3 i el 10 %. Tanmateix, el Talmud de Babilònia (que data dels segles iii i iv) assenyala que els jueus tenien escoles a gairebé cada poble.
Geoffrey Bromiley afirma que, com una «religió del llibre», el judaisme emfatitza la lectura i l'estudi, i la gent llegiria en veu alta, en comptes d'en silenci, una pràctica fomentada (Erubin 54a) pels rabins. James D.G. Dunn afirma que el judaisme del Segon Temple va posar un gran èmfasi en l'estudi de la Torà, i els «profetes escriptors» es refereixen a la declaració de l'historiador del segle I Flavi Josep a Contra Apió (2.204): que la «llei requereix que ells (els nens) aprenguin a llegir», com indicació de l'alta taxa d'alfabetització entre alguns jueus al segle i. Richard A. Horlsey, d'altra banda, afirma que la referència de Josep a aprendre grammata no es refereix necessàriament a la lectura i que indica una tradició oral.
Hi ha una sèrie de passatges dels Evangelis que afirmen o impliquen que Jesús podia llegir. El Jesus Seminar va declarar que les referències als Evangelis a Jesús llegint i escrivint poden ser ficcions. John Dominic Crossan, qui veu Jesús com un camperol, afirma que no podria haver estat alfabetitzat. Craig A. Evans afirma que no s'ha d'assumir que Jesús era un camperol, i que els seus viatges llargs poden indicar un cert grau de recursos financers. Evans afirma que les dades existents indiquen que Jesús podia llegir les Escriptures, parafrasejant-les i debatent-les, però això no implica que hagués rebut una formació dels escribes, ates la divergència dels seus punts de vista de la formació religiosa existent del seu temps. James Dunn, d'altra banda, afirma que és «molt creïble» que Jesús pogués llegir. John P. Meier conclou a més que l'alfabetització de Jesús es va estendre probablement a la capacitat de llegir i comentar obres teològiques i literàries sofisticades.

## Retrats de la tercera recerca del Jesús històric

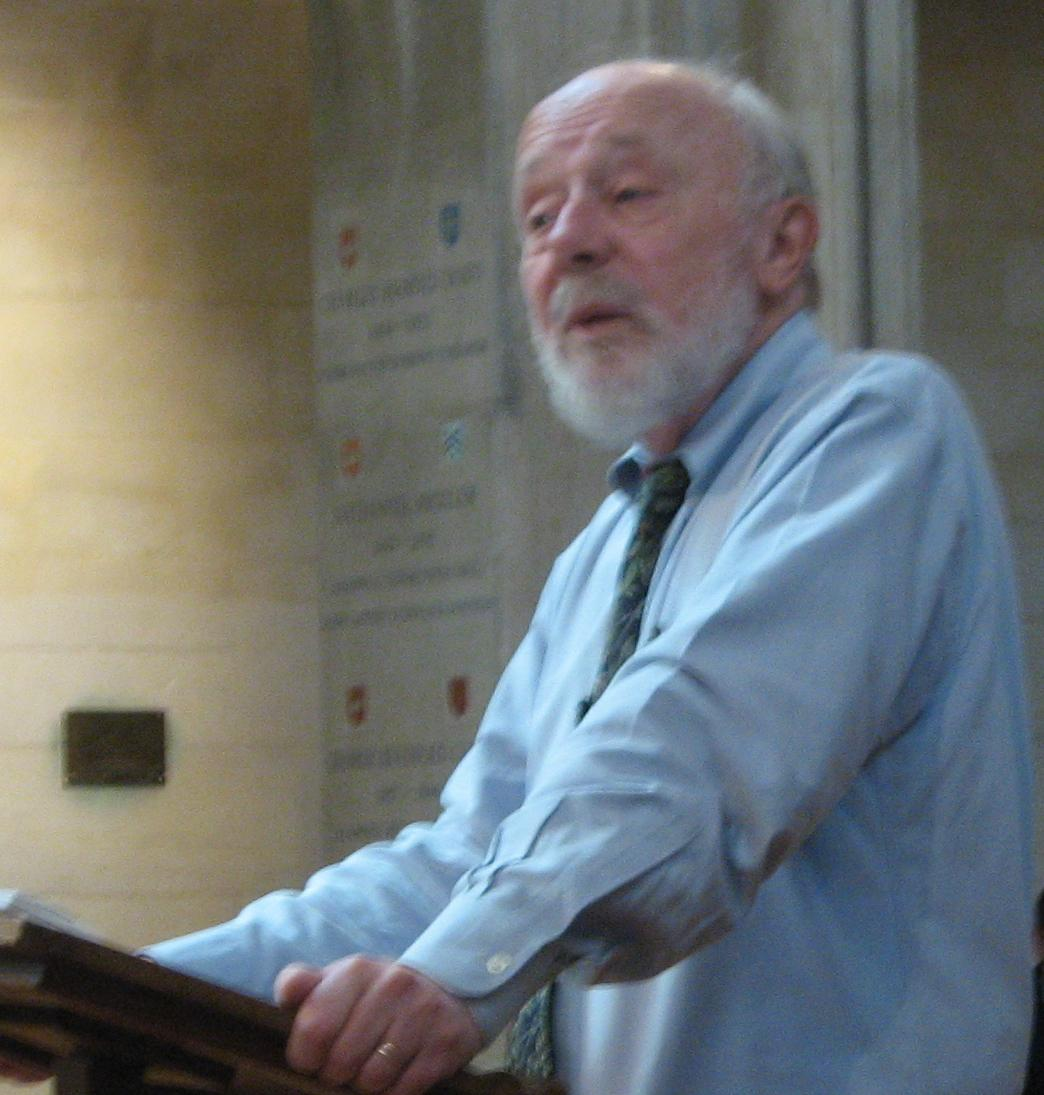
Marcus Borg postula que Jesús va ser un sanador carismàtic.

Els estudiosos que participen en la tercera recerca del Jesús històric han construït una sèrie de retrats i perfils de Jesús. Això no obstant, hi ha poc acord acadèmic en un sol retrat, o dels mètodes necessaris per construir-lo.

### Visions majoritàries
Malgrat les diferències significatives entre els estudiosos sobre el que constitueix un retrat adequat per a Jesús, els punts de vista dominants que tenen el suport d'una majoria d'estudiosos poden agrupar-se basant-se en certs i distintius temes primaris. Aquests retrats sovint inclouen elements superposats, i també hi ha diferències entre els seguidors de cada retrat. Les subseccions següents presenten els retrats principals que tenen el suport de la majoria d'erudits.

#### Profeta apocalíptic

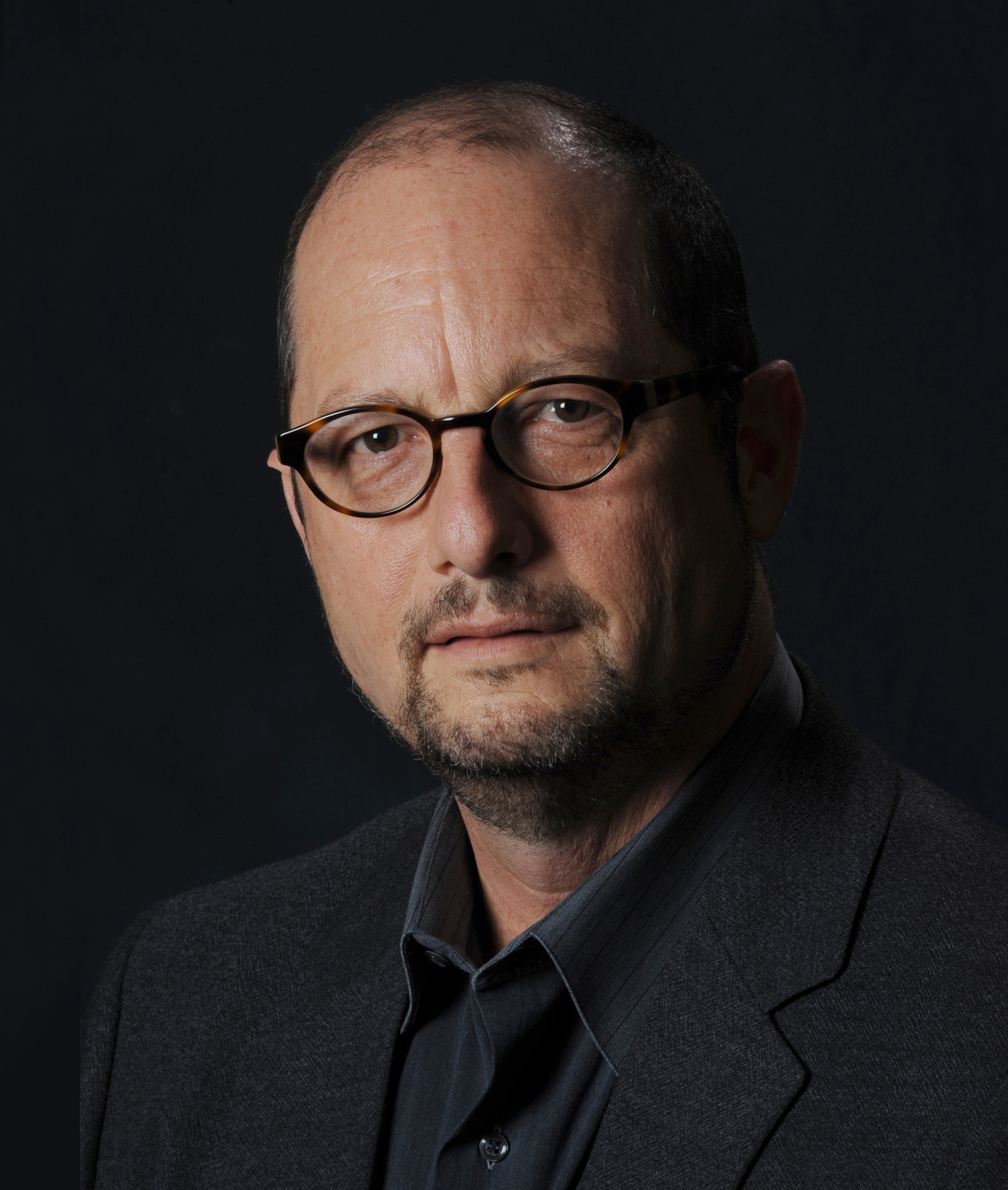
Bart Ehrman postula que Jesús va ser un profeta apocalíptic.

El punt de vista de profeta apocalíptic emfatitza principalment Jesús preparant els seus companys jueus per al fi dels temps. Les obres d'E.P. Sanders i Maurice Casey col·loquen Jesús en el context de la tradició escatològica jueva. Bart Ehrman es posa en aquest bàndol amb la visió centenària d'Albert Schweitzer que Jesús esperava un apocalipsi durant la seva pròpia generació, i basa alguns dels seus punts de vista sobre l'argument que les fonts dels evangelis més primerenques (en què s'assumeix la prioritat de Marc) presenten un Jesús més apocalíptic que no pas altres fonts cristianes produïdes cap a finals del segle i, al·legant-hi que els missatges apocalíptics van ser tonificats progressivament. Dale Allison no considera que Jesús va defensar calendaris específics per al fi dels temps, sinó que el veu predicant la seva doctrina d'«escatologia apocalíptica» derivada de les ensenyances jueves del post-exili; considera les ensenyances apocalíptiques de Jesús com una forma d'ascetisme.

#### Sanador carismàtic
El retrat de sanador carismàtic posiciona Jesús com un home pietós i sant, segons el judici de Geza Vermes, el perfil del qual es basa en les representacions de figures del Talmud jueu, com Hanina ben Dosa i Honi el Faedor de Cercles, i presenta Jesús com un «jassídic». Marcus Borg considera Jesús com un «home d'esperit» carismàtic, un místic o visionari que actua com un conducte per a l'«Esperit de Déu». Borg el considera una mena de personalitat religiosa ben definida, les accions del qual sovint impliquen la curació. Borg veu Jesús com una figura no escatològica que no té la intenció d'iniciar una nova religió, però que el seu missatge el va posar en conflicte amb els poders jueus del seu temps basant-se en la «política de la santedat».

#### Filòsof cínic

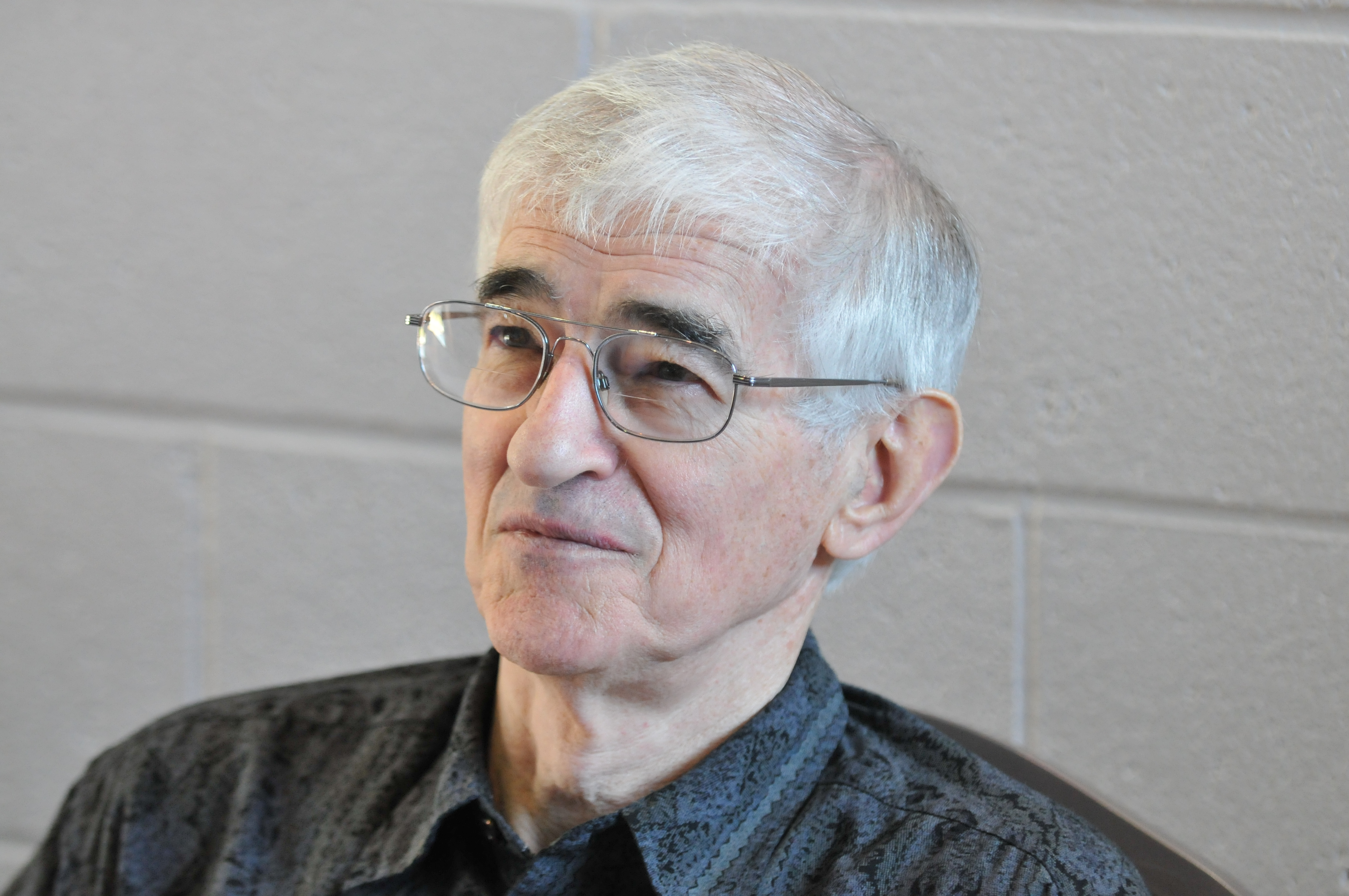
John Dominic Crossan postula que Jesús va ser un filòsof cínic.

En el perfil de filòsof cínic Jesús és presentat com un cínic, un savi i filòsof viatger predicant un missatge cínic i radical de canvi per abolir l'estructura jeràrquica existent de la societat del seu temps. En opinió de John Dominic Crossan, Jesús va ser crucificat no per raons religioses, sinó perquè les seves ensenyances socials van qüestionar la seu del poder en mans de les autoritats jueves. Burton Mack també sosté que Jesús va ser un cínic les ensenyances del qual eren tan diferents de les del seu temps que va commocionar el públic i el va obligar a pensar, però Mack considera la seva mort com accidental i no a causa del seu desafiament a les autoritats jueves.

#### Messies jueu

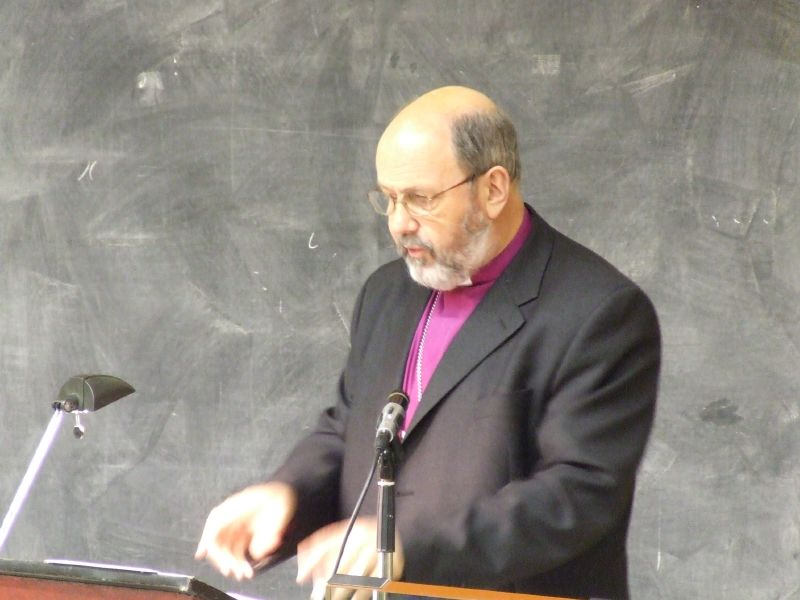
Nicholas Thomas Wright postula que Jesús va ser el Messies jueu.

El retrat de Messies jueu de N.T. Wright col·loca Jesús en el context jueu d'«exili i retorn», una noció que fa servir per construir sobre la seva visió del concepte de l'esperança del segle i. Wright creu que Jesús era el Messies i argumenta que la resurrecció de Jesús va ser un esdeveniment físic i històric. El retrat de Wright de Jesús és més proper als punts de vista tradicionals cristians que no pas els perfils de molts altres estudiosos i, quan s'allunya de la tradició cristiana, la seva perspectiva és encara més propera a ells. Així com Wright, Markus Bockmuehl i Peter Stuhlmacher donen suport a la idea que Jesús va venir a anunciar el final de l'exili espiritual jueu i marcar el començ d'una nova era messiànica en què Déu milloraria aquest món a través de la fe del seu poble.

#### Profeta del canvi social
El retrat de profeta del canvi social posiciona Jesús principalment com algú que va desafiar les estructures socials tradicionals de la seva època. Gerd Theissen observa tres elements principals per a les activitats de Jesús que van afectar el canvi social, el seu posicionament com el Fill de l'Home, el nucli de deixebles que el seguien i les seves localitzacions mentre viatjava a través de Galilea i Judea. Richard A. Horsley va més enllà i presenta Jesús com un reformista més radical que va iniciar un moviment popular. Les idees de David Kaylor són properes a les de Horsley, però tenen un enfocament més religiós i basa les accions de Jesús sobre la teologia del pacte i el seu desig de justícia. Elisabeth Fiorenza ha presentat una perspectiva feminista que veu Jesús com un reformador social amb accions com l'acceptació de dones seguidores com a resultat de l'alliberament d'algunes dones del seu temps. Per a S.G.F. Brandon, Jesús va ser un revolucionari polític que va desafiar les estructures socio-polítiques existents del seu temps.

### Visions minoritàries
S'han presentat altres retrats que no han tingut un suport majoritari entre els erudits i fins i tot han provocat molt de rebuig entre el món acadèmic:
- Ben Witherington dona suport a la idea de «Savi de saviesa», i afirma que Jesús és millor entès com un mestre de la saviesa que es veia a si mateix com la corporificació o l'encarnació de la Saviesa de Déu.[133][136]
- Bruce Chilton considera Jesús como un rabí galileu.[138]
- El retrat de Jesús de John P. Meier com un jueu marginal que es basa en la idea que Jesús es va marginar conscientment ell mateix en moltes maneres; primer en abandonar la seva professió de fuster i convertir-se en un predicador sense mitjans; i després argumentant en contra de les ensenyances i les tradicions de l'època, mentre que ell no tenia cap formació rabínica formal.[8][133]

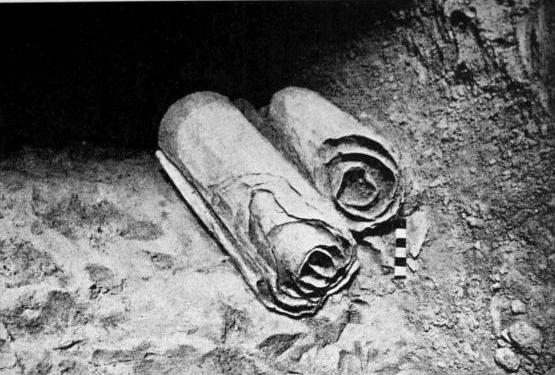
Dos manuscrits de la mar Morta a la cova on es van trobar, abans que els remoguessin els arqueòlegs.

- Robert Eisenman va proposar que Jaume el Just va ser el mestre de justícia mencionat als manuscrits de la mar Morta, i que la imatge de Jesús dels evangelis va ser construïda per Pau Apòstol com a propaganda pro-romana.[139]
- Alvar Ellegård proposa que, si bé les primeres comunitats paulines van créixer a partir de les comunitats essènies reverenciant un fundador històric, el mestre esseni de justícia, Pau tenia molt poc coneixement històric del mestre, mentre que la descripció de Jesús als evangelis és completament fictícia.[140]
- Hyam Maccoby va proposar que Jesús era un fariseu, que les posicions atribuïdes als fariseus als evangelis són molt diferents del que sabem d'ells, i, de fet, les seves opinions eren molt semblants a les atribuïdes a Jesús.[141] Harvey Falk también ve a Jesús como proto-fariseo o esenio.[142]
- Morton Smith considera Jesús com un màgic, una visió basada en la presentació de Jesús a fonts jueves posteriors.[143][144]
- Lev Tolstoi va veure Jesús com defensant l'anarquisme cristià (tot i que Tolstoi en realitat no va utilitzar mai aquest terme; opinions del seu llibre després de la seva publicació el 1894 van fer forjar aquest terme).[145]
- S'ha suggerit pels psiquiatres Oskar Panizza (de),[146]Georg Lomer (fr) (amb el pseudònim de George de Loosten),[147] William Hirsch,[148] William Sargant (en),[149] el psicòleg Charles Binet-Sanglé,[150] Anthony Storr[151] i d'altres que Jesús va tenir un trastorn mental o psiquiàtric.[152] Aquesta hipòtesi va tenir suport de l'Església d'Anglaterra,[153] basant-se en el fet que l'Evangeli segons Marc (Mc 3:21) informa que «Quan els seus familiars sentiren dir el que passava, hi anaren per endur-se'l, perquè deien: Ha perdut el seny!». El psicòleg Władysław Witwicki afirma que Jesús tenia dificultats per comunicar-se amb el món exterior i patia el trastorn dissociatiu de la identitat, que ell era esquizotímic i fins i tot esquizofrènic.[154]